# Verdun
Verdun — компьютерная многопользовательская игра, разработанная компаниями M2H и Blackmill Games и выпущенная M2H для устройств под управлением Windows, macOS, Linux, PlayStation 4 и Xbox One. Игра была выпущена 28 апреля 2015 года, после более чем года пребывания в раннем доступе.
Verdun вдохновлена битвой при Вердене 1916 года во Франции. В игре представлены исторически точное вооружение Первой мировой войны, аутентичная форма и снаряжение, детализированные ранения и карты, основанные на реальных полях сражений Западного фронта.
Самостоятельное дополнение Tannenberg было выпущено в ранний доступ Steam 16 ноября 2017 года, а полноценный выпуск игры состоялся 13 февраля 2019 года. Дополнение Isonzo было выпущено 13 сентября 2022 года.

## Игровой процесс

Игровой процесс Verdun. Игрок готовится к следующей волне атак солдат, управляемых ИИ

Verdun представляет собой шутер от первого лица с четырьмя режимами — «Передовая» (англ. Frontlines), «Защита отрядами» (англ. Squad Defense), «Бой на истощение» (англ. Attrition) и «Бой насмерть» (англ. Rifle Deathmatch). Действие игры происходит в окопах Первой мировой войны, в которую можно играть до 64 игроков (по 32 с каждой команды). Отряды обычно состоят из четырёх игроков: лидера отряда, называемого унтер-офицером, и трёх ролей, зависящих от страны и типа выбранного отряда.
Унтер-офицеры могут вызывать такие способности поддержки, как артиллерийские заграждения, подвижные заграждения, атаки белого фосфора, дымовые завесы и миномётные снаряды. Лидер отряда имеет при себе самозарядный пистолет или револьвер и холодное оружие, такое как сабли и траншейные дубинки. Другие члены отряда обычно используют винтовки, штыки и холодное оружие, гранаты, револьверы, полуавтоматические винтовки и пулемёты.
В «Передовой» игроки могут присоединиться к одной из двух исторических сторон Первой мировой войны, к Центральным державам и Тройственной Антанте. Каждая сторона сражается на передовой, которая состоит из нескольких траншей, называемых секторами, которые могут быть захвачены любой стороной.
В «Защите отрядами», кооперативном режиме игры, игроки отбивают бесконечные волны атак солдат, управляемых ИИ, в одном из 12 отрядов по 4 человека. В «Бою на истощение» цель состоит в том, чтобы захватить сектор противника или выиграть больше очков, чем команда противника к концу боя. Очки начисляются за захват сектора или за повторный захват сектора в контратаке.
В «Бою насмерть» игроки сражаются в свободном для всех сражении, вооружившись только одной из винтовок и дополнениями, которые могут выбрать, присоединяясь к игре. Игроки могут зарабатывать опыт и очки карьеры, убивая других игроков, а за очки карьеры могут повышать уровень своих винтовок, получая для них дополнительные аксессуары, такие как штык или прицел.

## Разработка и выпуск
9 июня 2013 года было запущено открытое бета-тестирование. 28 июня игра прошла через Steam Greenlight, систему, где сообщество выбирает новые игры, которые в дальнейшем будут выпущены в Steam, а 19 сентября Verdun вошла в ранний доступ Steam.
После более чем года в раннем доступе Verdun была выпущена 28 апреля 2015 года в Steam. 14 июня 2016 года было объявлено, что игра станет доступна для PlayStation 4 и Xbox One с 30 августа 2016 года. Игра вышла для PlayStation 4 30 августа 2016 года и для Xbox One 8 марта 2017 года.

## Отзывы, награды и продажи
| Сводный рейтинг          | Сводный рейтинг                     |
| Агрегатор                | Оценка                              |
| ------------------------ | ----------------------------------- |
| GameRankings             | PC: 74,33 % PS4: 56,38 % XONE: 46 % |
| Metacritic               | PC: 70/100 PS4: 56/100 XONE: 46/100 |
| OpenCritic               | 57/100                              |
| «Критиканство»           | 73/100                              |
| Иноязычные издания       |                                     |
| Издание                  | Оценка                              |
| Eurogamer.pl             | PC: 7/10                            |
| Gamer.nl                 | PC: 7/10                            |
| IGN Испания              | PC: 7,3/10                          |
| Multiplayer.it           | PC: 7,5/10                          |
| Inside.Gamer             | PS4: 5,5/10                         |
| MondoXbox                | XONE: 4,5/10                        |
| Русскоязычные издания    |                                     |
| Издание                  | Оценка                              |
| Riot Pixels              | PC: 69 %                            |
| «Игромания»              | PC: 7,5/10                          |
| «Игры Mail.ru»           | PC: 7,5/10                          |
| GmBox                    | PS4: 6,9/10                         |
| Награды                  |                                     |
| Издание                  | Награда                             |
| Indie of the Year Awards | Лучший мультиплеер                  |
| NWTV Awards              | Лучшая нидерландская игра 2015 года |

Verdun получила смешанные (PC и PS4 версии) и в целом неблагоприятные (версия для Xbox One) отзывы критиков. На сайте-агрегаторе Metacritic версии игры для PC, PlayStation 4 и Xbox One получили 70, 56 и 46 баллов из 100 возможных соответственно, а на сайте-агрегаторе Критиканство в общем — 73 (на основе пяти обзоров).
Матеуш Зданович из польской версии веб-издания Eurogamer отметил, что «Verdun — специфический шутер, созданный для любителей более аутентичного изображения поля боя. Из-за не очень динамичного характера столкновений понравится не всем. Тем не менее, он может произвести сильное впечатление». Вильберт Митсма из веб-сайта Gamer.nl отметил из плюсов аутентичный подход к Первой мировой войне и захватывающий режим «Линии фронта», а к минусам — малое количество карт и падение частоты кадров на некоторых картах.
Хуан Гарсия из испанской версии веб-сайта IGN отметил из плюсов игру в отряде, а из минусов — визуально похожие карты и малое количество игроков на серверах. В своём обзоре на Multiplayer.it Маттиа Армани отнёс к плюсам «разнообразный и сбалансированный геймплей», а к минусам — наличие только двух (на момент обзора) режимов и большого количества глюков.
Ларс Корнелис из веб-сайта Inside.Gamer отметил, что «Verdun явно является игрой для нишевой аудитории, которая хотела бы играть в игру и пытается реалистично представить Первую мировую войну». Гёзо Баки из веб-сайта MondoXbox отнёс к плюсам возможность укрытия в окопах и многопользовательскую игру, а к минусам — графику, неточные выстрелы и плохой интерфейс.
Филипп Вольнов из веб-портала Riot Pixels отметил из минусов «деревянную» анимацию и «кустарную» локализацию. Евгений Баранов из журнала «Игромания» отметил из плюсов «новаторский подход к командному бою; суровый геймплей, не прощающий легкомыслия; атмосферу погибели и тлена», а из минусов — «крысиное царство; только мультиплеер; далёкий от изумительного визуальный ряд».
Евгений Норин («Игры Mail.ru») назвал главным минусом игры «нехватку разнообразия»: отсутствие управляемой техники, малое количество карт и наличие всего двух (на момент обзора) игровых режимов. В своём обзоре версии для PlayStation 4 Рустам Касумов (GmBox) отметил из плюсов затягивающий реализм и «магию ожесточённых окопных боёв на ближних дистанциях», а из минусов — «графику, отвратительную оптимизацию для консолей, жуткий интерфейс, банальные шрифты и общее ощущение дешевизны».
Летом 2018 года, благодаря уязвимости в защите Steam Web API, стало известно, что точное количество пользователей сервиса Steam, которые играли в игру хотя бы один раз, составляет 1 149 077 человек.

## Дополнения
Tannenberg была анонсирована, как самостоятельное дополнение 24 мая 2017 года. 16 ноября 2017 года игра вошла в ранний доступ Steam. 13 февраля 2019 года состоялся полноценный выпуск в Steam. 24 июля 2020 года игра вышла для PlayStation 4 и Xbox One. Tannenberg вдохновлена битвой при Танненберге 1914 года в Восточной Пруссии.
24 марта 2021 года была анонсирована Isonzo — игра, вдохновлённая битвами при Изонцо 1915—1917 годов в Австрийском Приморье. Игру была выпущена 13 сентября 2022 года.